# 市川小文治
市川 小文治（いちかわ こぶんじ、1893年4月13日 - 1976年1月9日）は、日本の俳優である。関西歌舞伎に始まり、サイレント映画時代の剣戟映画、時代劇に第二次世界大戦後まで映画出演した。本名は矢野 正三郎（やの しょうざぶろう）である。

## 人物・来歴
1893年（明治26年）4月13日、大阪府に「矢野正三郎」として生まれる。

子役として舞台に上がり、名題役者となった関西歌舞伎の時代を経て、1924年（大正13年）、東亜キネマ等持院撮影所に入社した。翌1925年（大正14年）、仁科熊彦監督の『悲しき仇討』に主演した。同年、東亜キネマから牧野省三らが分離独立し、マキノ・プロダクション設立当初は東亜キネマに残ったが、1926年（大正15年）の、長尾史録監督の『花川戸助六』を最後に、マキノに移籍した。1928年（昭和3年）、牧野が監督した『忠魂義烈 実録忠臣蔵』に吉良上野介義央と片岡源五右衛門高房を二役演じ分けた後に、片岡千恵蔵ら幹部スターの大量退社に際して同行し、市川小文治歌舞伎映画プロダクションを興す。
片岡千恵蔵プロダクション、中根龍太郎喜劇プロダクション、山口俊雄プロダクション、嵐寛寿郎プロダクションの作品に出演したのちに、1929年（昭和3年）、日活太秦撮影所に入社する。当時の『芝居とキネマ』誌によれば、身長5尺6寸（169.7センチメートル）、体重14貫500匁（54.37キログラム）という体格、京都市千本通千本座北詰（現在の同市上京区泰童片原町あたり）在住とあった。
戦後も大映京都撮影所やマキノ正博（のちのマキノ雅弘）の興したシネマ・アーチスト・コーポレーション等の時代劇映画に出演した。1953年（昭和28年）をもって事実上引退した。生涯200作を超える映画に出演した。
1976年（昭和51年）1月9日、死去した。満82歳没。

## おもなフィルモグラフィ
- 『悲しき仇討』 : 監督仁科熊彦、1925年
- 『荒神山の血煙』 : 監督沼田紅緑、1925年 - 吉良の仁吉役
- 『落花の舞』前篇・後篇 : 監督沼田紅緑、1925年 - 清水次郎長役
- 『乱刀 前篇』 : 監督二川文太郎、1925年
- 『続 乱刀』 : 監督二川文太郎、1925年
- 『風』 : 監督松屋春翠、1925年
- 『花川戸助六』 : 監督長尾史録、1926年
- 『赤城山颪』 : 監督沼田紅緑、1926年 - 国定忠治役
- 『佐平次捕物帖 新釈紫頭巾』前篇・後篇 : 監督沼田紅緑、1926年 - 岡引佐平次役
- 『照る日くもる日』第一篇・第二篇・第三篇・第四篇 : 監督二川文太郎、1926年
- 『忠魂義烈 実録忠臣蔵』 : 監督マキノ省三、1928年 - 吉良上野介義央 / 片岡源五右衛門高房役
- 『野崎村』 : 監督富沢進郎、1928年
- 『放浪三昧』 : 監督稲垣浩、1928年 - 伊達勘右衛門役
- 『修羅城 水星篇・火星篇』 : 監督池田富保、1929年 - 真田幸村役
- 『興亡新選組 前史』 : 監督伊藤大輔、1930年 - 芹沢鴨役
- 『殉教血史 日本二十六聖人』 : 監督池田富保、1931年 - 前田玄意法師役
- 『盤嶽の一生』 : 監督山中貞雄、1933年
- 『愛憎峠』 : 監督溝口健二、1934年
- 『佐平次捕物帳 紫頭巾』前篇・後篇 : 監督マキノ正博、1949年 - 島田甲斐守役
- 『おかる勘平』 : 監督マキノ雅弘、1952年
- 『トンチンカン捕物帳 まぼろしの女』 : 監督斎藤寅次郎、1952年
- 『金さん捕物帖 謎の人形師』 : 監督中川信夫、1953年
- 『天晴れ一番手柄 青春銭形平次』 : 監督市川崑、1953年
- 『忍術罷り通る』 : 監督野村浩将、1953年

## 註
1. 1 2 3 4 5 6 7 8  『無声映画俳優名鑑』、無声映画鑑賞会編、マツダ映画社監修、アーバン・コネクションズ、2005年、p.130。
2. 1 2 3  『日本俳優名鑑 - 映画俳優の部』、「芝居とキネマ」昭和4年1月号新春付録、1929年。